# Ruth Etting
Pour les articles homonymes, voir Etting (homonymie).
Ruth Etting (née le 23 novembre 1896 à David City au Nebraska, morte le 24 septembre 1978 à Colorado Springs) est une chanteuse et actrice américaine, active dans les années 1920 et 1930. Elle a enregistré plus de 60 chansons à succès, et s'est produite sur scène, à la radio et au cinéma.

## Biographie

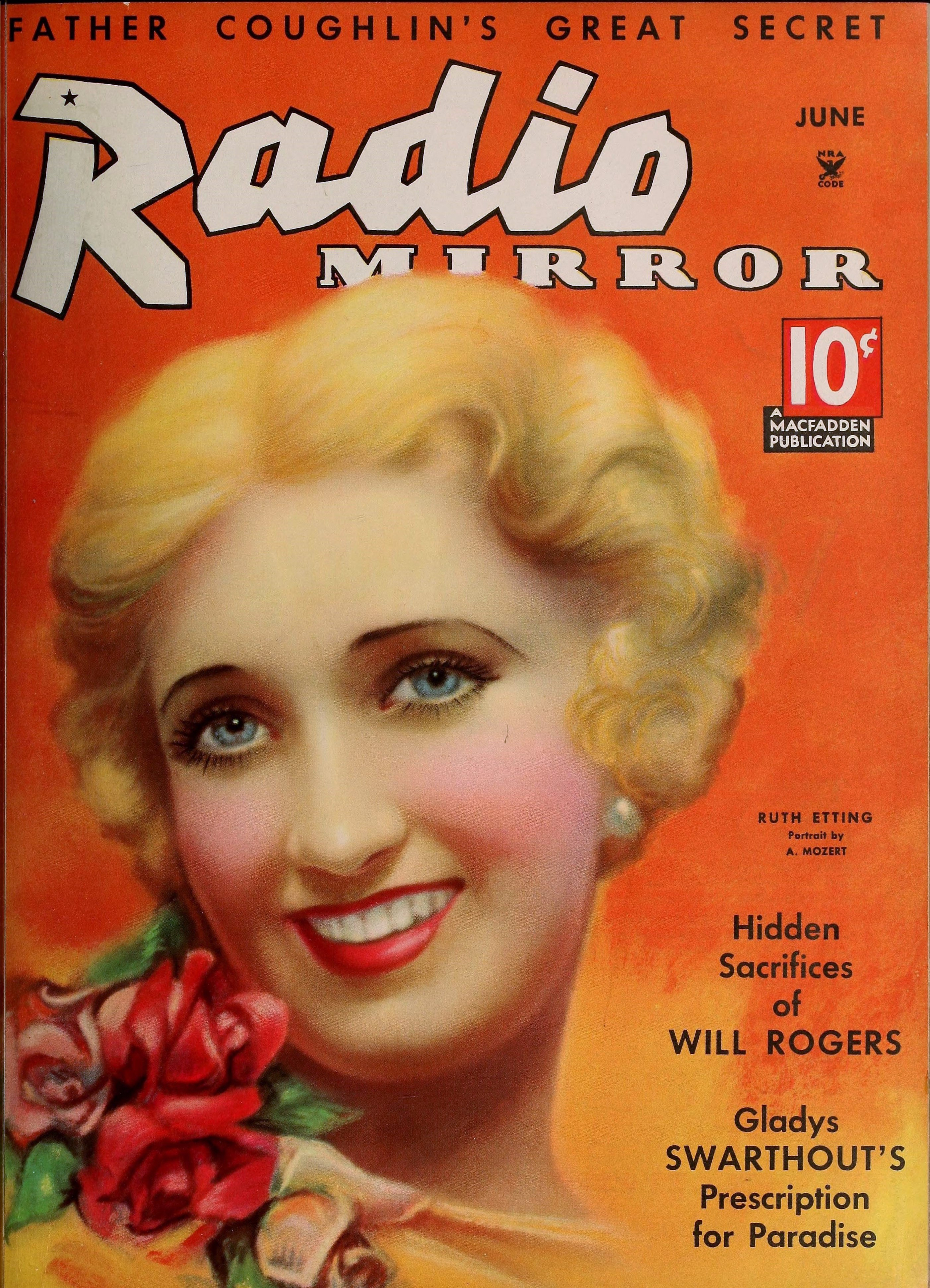
Ruth Etting en couverture de Radio Mirror Magazine en 1935

Elle fait des études artistiques à Chicago.
Le single (78 tours) original de Ruth Etting de Love Me or Leave Me (publié sur le label Columbia Records en 1928) a été inscrit au Grammy Hall of Fame en 2005.
Elle meurt en 1978 à Colorado Springs, et a une étoile sur le Hollywood Walk of Fame.

## Théâtre
- 1927 : Ziegfeld Follies of 1927
- 1931 : Ziegfeld Follies of 1931

## Chansons
- All of Me
- Ain't Misbehavin'
- Love Me or Leave Me
- St. Louis Blues
- Lonesome and Sorry
- But I do, You know I do!
- 'Deed I do

## Filmographie
- 1929 : Broadway's Like That
- 1933 : Mr. Broadway
- 1933 :Scandales romains (Roman Scandals) : Olga

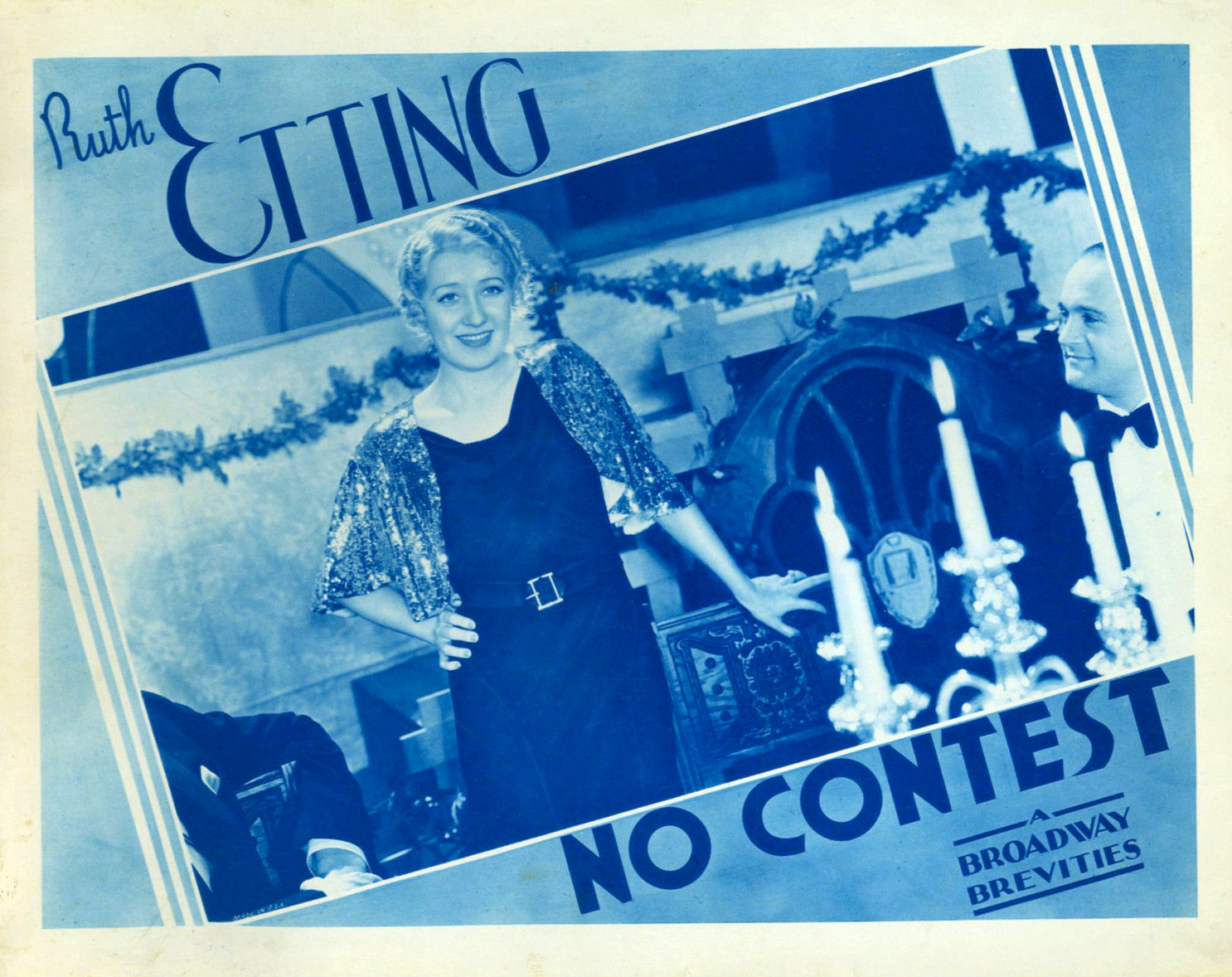
Ruth Etting dans No Contest! (1934).

- 1934 :Hips, Hips, Hooray!
- 1934 :Gift of Gab
- 1934 :No Contest!